# Baldergymnasiet

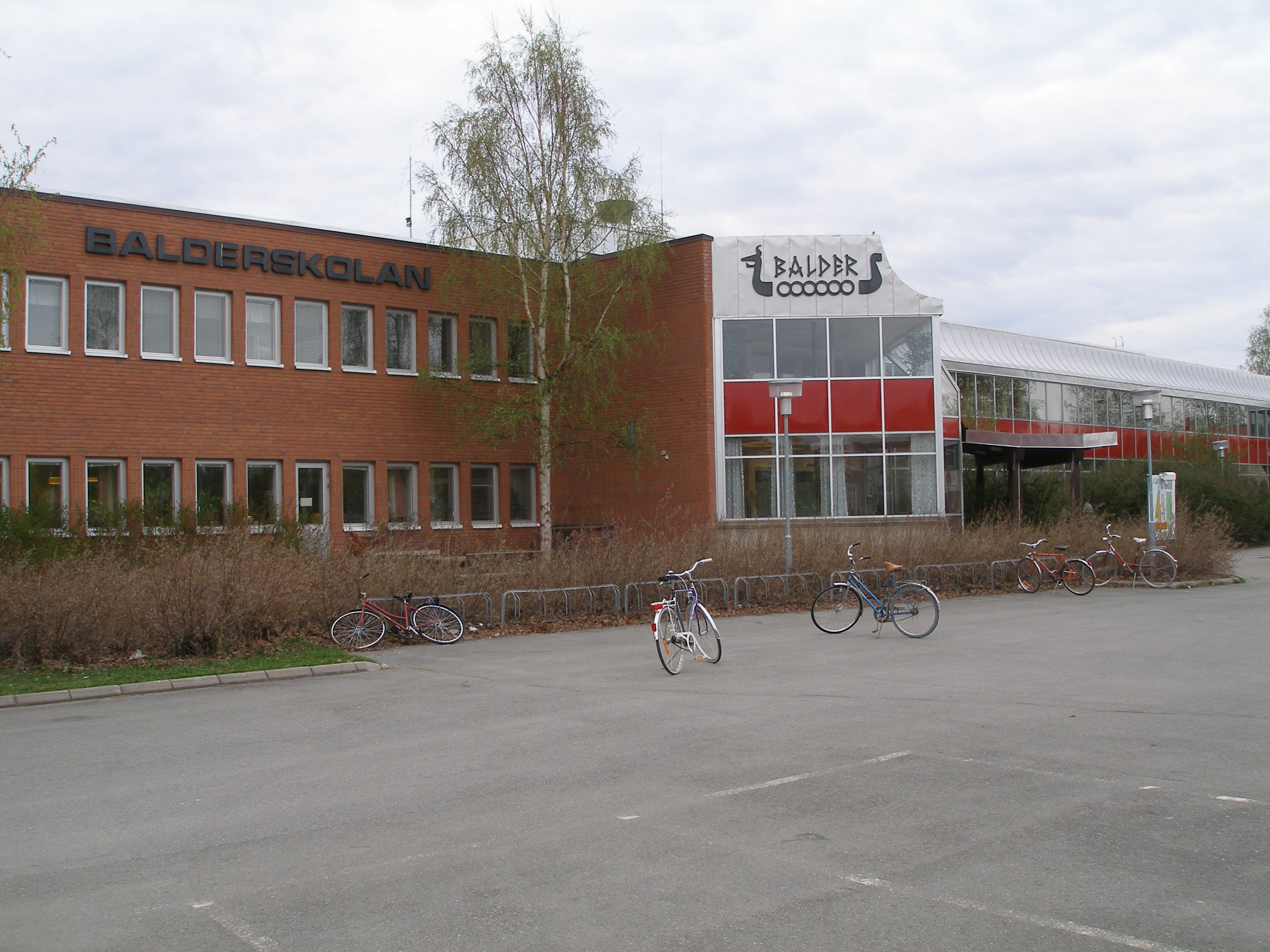
Baldergymnasiet i Skellefteå innan tillbyggnad av de nya idrottshallarna.

Baldergymnasiet, före 2015 Balderskolan, är den största gymnasieskolan i Skellefteå med cirka 1 350 elever. på nio utbildningsprogram (2008). År 2022 fanns åtta program på gymnasiet.
Gymnasiet ligger mitt i centrala stan och var vid grundandet 1946, som Tekniska Gymnasiet i Skellefteå, Norrlands första tekniska gymnasium. När nya gymnasieskolan introducerades 1966 var Baldergymnasiet i Skellefteå det enda tekniska gymnasiet i Västerbotten med inriktning mot kemi. Skolan hade fram till 2010 nått flera framgångar i den svenska kemiolympiaden.

## Bolidenfonden
Bolidenfonden instiftades 1946 vid invigningen av Tekniska gymnasiet i Skellefteå. Den har till syfte att stärka elevers och personals utveckling och fortbildning vid tekniska och naturvetenskapliga program vid Baldergymnasiet och innehåller i dag aktier värda över 20 miljoner kronor.

## Ombyggnationen 2014 - 2016[8]
År 2014 påbörjades en stor ombyggnation på Baldergymnasiet.
Det byggdes en 800 kvm stor flygel mot söder, som skulle innehålla lärarrum på nedre plan och sex klassrum på övre plan. Denna nya del kallas för B-huset och togs i bruk i januari 2015. Den äldsta delen av Baldergymnasiet (mot Kanalgatan) har även renoverats under våren 2015. Rummen har fått ny ventilation, nytt ljuddämpande innertak och belysning samt fått nymålade väggar. En del av möbler har också byts ut.
Efter sommarlovet 2015 fick skolan en fräschare centralfoajé, med nya möbler och skåp. Under hösten 2015 pågick utbyggnad av skolköket och en ombyggnad av hela C-huset. Det är ett hus med fasad i gult tegel som byggdes i mitten av 1970-talet. Efter ombyggnaden har El- och energiprogrammet flyttat från Kaplanskolan och har etablerat sig i det ombyggda C-huset med rum för både teori och praktiskt.
Ombyggnaden beräknas ha kostat 70 miljoner kronor. Den nya Balderhallen utsmyckades med konstverket Many colored objects placed side by side.

## Utbildningsprogram
År 2019 hade skolan följande program:
- Barn- och fritidsprogrammet (BF)
- El- och energiprogrammet (EE)
- Gymnasiesärskolan
- Handels- och administrationsprogrammet (HA)
- Hantverksprogrammet (HV)
- Industritekniska programmet (IN)
- Introduktionsprogrammet (IM)
- Lärlingsutbildning (GYLÄR)
- Naturvetenskapsprogrammet (NA)
- Restaurang- och livsmedelsprogrammet (RL)
- Språkintroduktion (SI)
- Teknikprogrammet (TE)
- Vård- och omsorgsprogrammet (VOC)
- TE4 Gymnasieingenjör IT, mjukvarudesign